# Cypripedium columbianum
Cypripedium columbianum är en orkidéart som beskrevs av Charles John Sheviak. Cypripedium columbianum ingår i släktet guckuskor, och familjen orkidéer. Inga underarter finns listade i Catalogue of Life.